# Bee Ridge
Bee Ridge ist ein census-designated place (CDP) im Sarasota County im US-Bundesstaat Florida mit 9.955 Einwohnern (Stand: 2020).

## Geographie
Bee Ridge liegt rund 5 km südöstlich von Sarasota sowie etwa 90 km südlich von Tampa. Der CDP wird von der Florida State Road 72 tangiert.

## Demographische Daten
Laut der Volkszählung 2010 verteilten sich die damaligen 9598 Einwohner auf 5043 Haushalte. Die Bevölkerungsdichte lag bei 950,3 Einw./km². 95,4 % der Bevölkerung bezeichneten sich als Weiße, 1,3 % als Afroamerikaner, 0,3 % als Indianer und 1,8 % als Asian Americans. 1,0 % gaben die Angehörigkeit zu einer anderen Ethnie und 1,1 % zu mehreren Ethnien an. 5,4 % der Bevölkerung bestand aus Hispanics oder Latinos.
Im Jahr 2010 lebten in 19,9 % aller Haushalte Kinder unter 18 Jahren sowie 48,7 % aller Haushalte Personen mit mindestens 65 Jahren. 58,9 % der Haushalte waren Familienhaushalte (bestehend aus verheirateten Paaren mit oder ohne Nachkommen bzw. einem Elternteil mit Nachkomme). Die durchschnittliche Größe eines Haushalts lag bei 2,10 Personen und die durchschnittliche Familiengröße bei 2,69 Personen.
18,1 % der Bevölkerung waren jünger als 20 Jahre, 14,7 % waren 20 bis 39 Jahre alt, 27,2 % waren 40 bis 59 Jahre alt und 40,0 % waren mindestens 60 Jahre alt. Das mittlere Alter betrug 53 Jahre. 45,1 % der Bevölkerung waren männlich und 54,9 % weiblich.
Das durchschnittliche Jahreseinkommen lag bei 55.168 $, dabei lebten 7,9 % der Bevölkerung unter der Armutsgrenze.
Im Jahr 2000 war Englisch die Muttersprache von 95,81 % der Bevölkerung, spanisch sprachen 2,53 % und 1,66 % hatten eine andere Muttersprache.

## Wirtschaft
Eine nennenswerte Industrie gibt es nicht. Die hauptsächlichen Beschäftigungszweige sind: Ausbildung, Gesundheit und Soziales: (22,5 %), Handel / Einzelhandel: (17,6 %), Zukunftstechnologien, Management, Verwaltung: (12,7 %).

## Parks und Sportmöglichkeiten
Es gibt ein kleines Angebot von verschiedenen Stadtparks sowie mehrere sportliche Einrichtungen sowie Spielwiesen und Möglichkeiten zum Camping und Grillen.